# Nadina pulchella
Nadina pulchella är en plattmaskart som beskrevs av Uljanin 1870. Nadina pulchella ingår i släktet Nadina och familjen Nadinidae. Inga underarter finns listade i Catalogue of Life.